# Fullerène

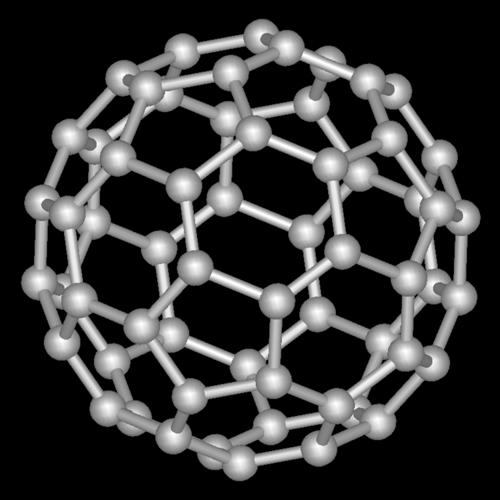
Exemple de fullerène : C60

Ballon de football, composé de pentagones et d'hexagones

Les fullerènes sont des allotropes du carbone constitué de molécules ayant la forme d'une sphère, d'un ellipsoïde, d'un tube (nanotube) ou d'un anneau. Les fullerènes sont similaires au graphite, composé de feuilles d'anneaux hexagonaux liés, mais ils comportent des anneaux pentagonaux et parfois heptagonaux, ce qui courbe la feuille. Les fullerènes sont la troisième forme allotropique connue du carbone, après le graphite et le diamant.
Les fullerènes ont été découverts en 1985 par Harold Kroto, Robert Curl et Richard Smalley, ce qui leur valut le prix Nobel de chimie en 1996.
Le premier fullerène découvert a pour formule C60. Ses molécules se composent de 12 pentagones et 20 hexagones, chaque sommet étant occupé par un atome de carbone et chaque côté par une liaison covalente. Cette structure est la même que celle d'un dôme géodésique ou d'un ballon de football. Pour cette raison, il est appelé « buckminsterfullerène », en hommage à  l'architecte Buckminster Fuller qui a conçu le dôme géodésique, ou « footballène ».

## Historique
L’existence du C60 avait été prédite par Eiji Osawa, de l’Université technique de Toyohashi en 1970. Il avait remarqué que la structure de la molécule de corannulène était un sous-ensemble d’une forme en ballon de football, et il fit l’hypothèse qu’une forme complète en ballon de football pourrait exister. Son idée fut reprise dans des journaux japonais, mais n’atteignit pas les audiences européenne et américaine.
Dans les années 1980, Kroto et al. voulaient mieux comprendre les mécanismes de formation des longues chaînes de carbone dans l'espace interstellaire. À cette fin, ils vaporisèrent un disque de graphite par ablation laser et mirent en évidence l'existence d'agrégats particulièrement stables contenant 60 atomes de carbone. Dans des expériences de faisceaux moléculaires, des pics discrets furent observés, correspondant à des molécules avec la masse exacte de 60, de 70 ou plus d’atomes de carbone. Le 4 septembre 1985, Harold Kroto, James R. Heath, Sean O’Brien, Robert Curl et Richard Smalley découvrirent le C60, et rapidement après cela découvrirent les fullerènes. Kroto, Curl et Smalley furent récompensés du prix Nobel de chimie en 1996 pour leurs rôles dans la découverte de cette classe de composés.
C60 et d’autres fullerènes furent plus tard observés en dehors des laboratoires : d’infimes quantités de fullerènes, sous la forme de molécules C60, C70, C76 et C84, sont produites dans la nature, dans la suie lors des combustions et dans les éclairs à travers l’atmosphère. En 1997, les fullerènes furent trouvés dans un minéral connu sous le nom de shungite en République de Carélie, en Russie. La présence des fullerènes C60 et C70 dans l'espace fut mise en évidence en 2010 par spectroscopie infrarouge dans la nébuleuse planétaire Tc1. 
En 1991, il fut facile de produire des quantités de l'ordre du gramme de poudre de fullerène en utilisant les techniques de Donald Huffman (en) et Wolfgang Krätschmer. Au XXIe siècle, la purification du fullerène reste un défi pour les chimistes et détermine largement son prix. Les fullerènes endohédriques, par exemple, incorporent à l'intérieur de leur structure, des ions et des petites molécules. Le fullerène a un comportement inhabituel dans beaucoup de réactions organiques, telles que la réaction de Bingel découverte en 1993.

## Classification
Le C60 et le C70 sont des structures chimiques qui ont été inventées par l'être humain en 1985, elles faisaient donc partie des composés chimiques artificiels. Mais depuis la découverte de ces molécules dans l'espace interstellaire, elles sont désormais classées comme espèces chimiques naturelles (et synthétiques pour celle fabriquées par l'humain).

## Variations

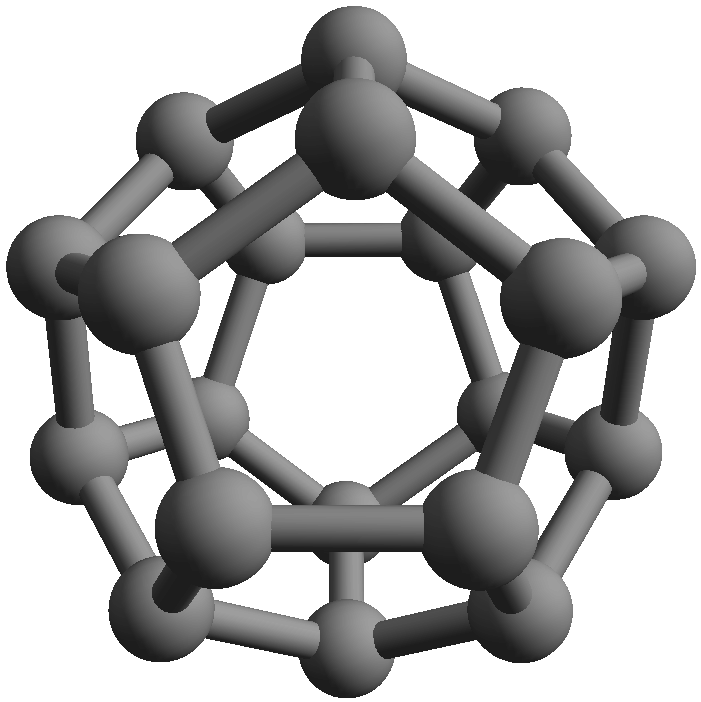
Fullerène C20

Depuis la découverte des fullerènes en 1985, les variations structurelles des fullerènes découverts vont au-delà des fragments eux-mêmes. Par exemple, il existe des :
- buckyballes : le plus petit est le C20 (synthétisé en phases gazeuse[6] et solide[7],[8]) et le plus commun est le C60 ;
- nanotubes : tubes de très petites dimensions, ayant une ou plusieurs parois, avec des applications potentielles dans l’industrie électronique ;
- mégatubes : plus grands en diamètre que les nanotubes et ayant des parois de différentes largeurs, pouvant être utilisés pour le transport de variétés de molécules de différentes tailles[pas clair] ;
- polymères : chaînes à deux ou trois dimensions qui sont formées sous haute pression à des températures élevées ;
- nano « oignons » : particules sphériques basées sur de multiples strates de carbone entourant un cœur de buckyballe, proposés comme lubrifiants ;
- dimères liant chaîne et balle : deux buckyballes liées par une chaîne de carbone ;
- anneaux de fullerènes ou tores : la forme d'une bague.

### Buckyballes

#### Buckminsterfullerène
C60 fut nommé buckminsterfullerène en l'honneur de Richard Buckminster Fuller, un architecte renommé qui popularisa le dôme géodésique. Comme les buckminsterfullerènes avaient la même forme que celle du dôme, le nom fut considéré pertinent. La découverte de la famille des fullerènes vint après celle du buckminsterfullerène, le nom fut raccourci pour illustrer le fait que ce dernier est un type de fullerène.
Le buckminsterfullerène (code IUPAC : (C60-Ih)[5,6] fullerène) est la plus petite molécule de fullerène dans laquelle deux pentagones ne partagent pas un côté (ce qui peut être déstabilisateur). C’est le plus commun en termes d’occurrence naturelle, puisqu’on peut le trouver dans la suie.
La structure du C60 est un icosaèdre tronqué (T=3), qui ressemble à un ballon de football fait de 20 hexagones et de 12 pentagones, avec un atome de carbone au sommet de chaque polygone et une liaison à chaque côté du polygone.
Le diamètre Van der Waals de la molécule de C60 est d’environ un nanomètre (nm). Le diamètre du noyau de la molécule C60 est d’environ 0,7 nm.
Anecdotiquement, il est possible de manipuler le buckminsterfullerène afin de créer un matériau plus dur que le diamant. Cela devra toutefois être confirmé par d'autres expériences indépendantes.

#### Variétés

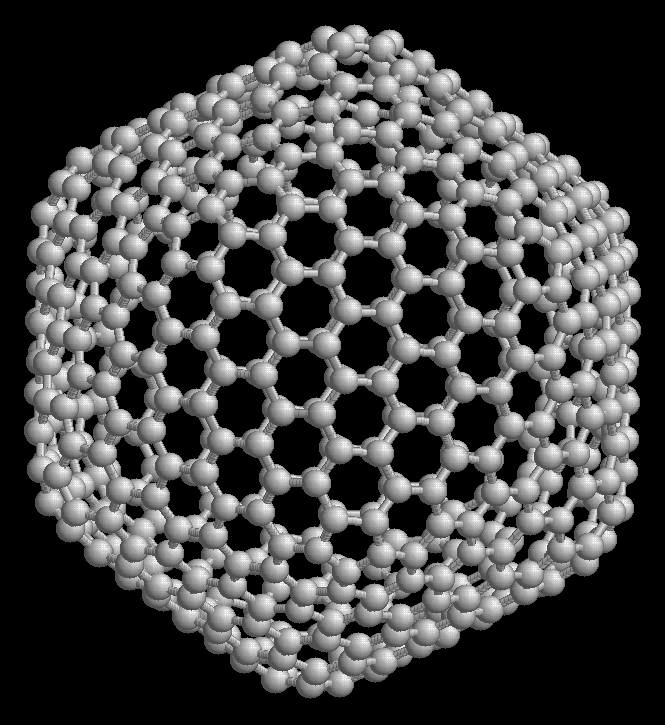
Fullerène icosaédrique C_{540}.

Le C70 est un autre fullerène commun, mais des fullerènes avec 72, 76, 84 et même 100 atomes de carbone peuvent être obtenus.
Le plus petit fullerène est le dodécaèdre régulier, C20 équivalent déshydrogéné du dodécaédrane. Il n’y a pas de fullerène avec 22 sommets. Le nombre de fullerènes C2n augmente bien plus vite que n - ce n'est pas proportionnel. Par exemple, il y a 1 812 fullerènes non-isomorphiques C60. Une forme de C60, un fullerène icosaèdre tronqué, n’a pas de paire de pentagones adjacents (le plus petit fullerène de ce type). Il y a 214 127 713 fullerènes non-isomorphiques C200, dont 15 655 672 fullerènes qui n’ont pas de pentagones adjacents.

#### Buckyballe de bore
Des chercheurs de l’Université Rice ont avancé la possibilité de l'existence d'un type de buckyballe formée d'atomes de bore au lieu du carbone habituel. La structure B80 serait théoriquement plus stable que celle du C60. L'une des raisons avancées par les chercheurs est que le B80 est plus proche de la structure du dôme géodésique popularisé par Buckminster Fuller et est formé de triangles plutôt que d'hexagones. Par la suite un modèle formé de pentagones sera créé.
En 2014, la mise en évidence d'une molécule B40 (formée  de 48 triangles, deux hexagones et 4 heptagones)  a été annoncée par une équipe de l'université Brown.

## Propriétés

### Structure
Pour qu'un fullerène soit stable, les anneaux pentagonaux ne doivent pas être adjacents. D'une façon générale, on définit les fullerènes C2n comme étant des structures fermées composées de (2n-20)/2 hexagones et de 12 pentagones. La plus petite molécule sphérique répondant à cette définition est le C60, dont les atomes sont aux sommets d'un icosaèdre tronqué. C'est également le fullerène le plus fréquent.
Les fullerènes C60 cristallisent dans le système cubique faces centrées (cfc). Le solide obtenu, à la différence du diamant et du graphite, est un solide moléculaire (cohésion cristalline de type Van der Waals), et chaque molécule C60 peut tourner librement sur elle-même.
En termes mathématiques, la structure d’un fullerène est un polyèdre convexe trivalent avec des faces pentagonales et hexagonales. En théorie des graphes, le terme « fullerène » fait référence à tout graphe planaire régulier-3 avec toutes les faces d’une taille de 5 ou 6 (y compris la face externe). Cela correspond à la caractéristique d'Euler concernant les polyèdres, |V|-|E|+|F| = 2, (où |V|, |E| et |F| indiquent le nombre de sommets, côtés et faces), c'est-à-dire qu’il y a exactement 12 pentagones dans un fullerène et |V|/2-10 hexagones.

### Formation
Les fullerènes sont obtenus à partir du graphite vaporisé sous une atmosphère de gaz neutre, hélium ou argon.

### Nanoparticule
Les fullerènes possèdent une structure sphérique creuse de dimensions de l’ordre du nanomètre. Cela en fait des nanoparticules et en tant que telles, leurs propriétés chimiques doivent être étudiées différemment. Aussi, les fullerènes sont peu solubles dans l’eau (1,3 × 10−11  mg/mL), mais ils peuvent former des suspensions colloïdales et des agrégats, ce qui peut augmenter leur solubilité par un facteur allant jusqu’à 1016 fois. De plus, ils peuvent complexer avec la matière organique dissoute et la matière en suspension, ce qui augmente leur mobilité.

### Diffraction
En 1999, des chercheurs de l'Université de Vienne montrent que la dualité onde-particule s'applique également à des macromolécules telles que le fullerène : il est possible de réaliser des expériences de diffraction de C60. En voici la description :
La production d'un faisceau incident de C60 s'effectue par sublimation à des températures entre 626,85 °C et 726,85 °C. Du fait du poids des molécules de C60, la gravitation a des effets non négligeables sur la trajectoire du faisceau, ce qui doit être pris en compte pour la réalisation du dispositif expérimental. Après diffraction sur l'échantillon (une grille de SiNx contenant des trous de 50 nm de large espacés de 100 nm), les molécules de C60 se déposent sur un écran bidimensionnel. Leurs distributions spatiale et quantitative s'obtient en balayant l'écran avec un faisceau laser visible. L'absorption de la lumière ionise les molécules de C60 qui sont alors accélérées par l'application d'une tension électrique vers une électrode, où elles provoquent l'émission d'électrons qui constituent le signal détecté.
Par la suite, d'autres fullerènes ont été utilisés pour des expériences de diffraction, comme le C70. La température du faisceau incident joue un rôle important dans la diffraction. Si elle est trop élevée, les molécules de fullerène émettent des photons par rayonnement thermique et perdent ainsi leur cohérence : les interférences sont alors détruites.

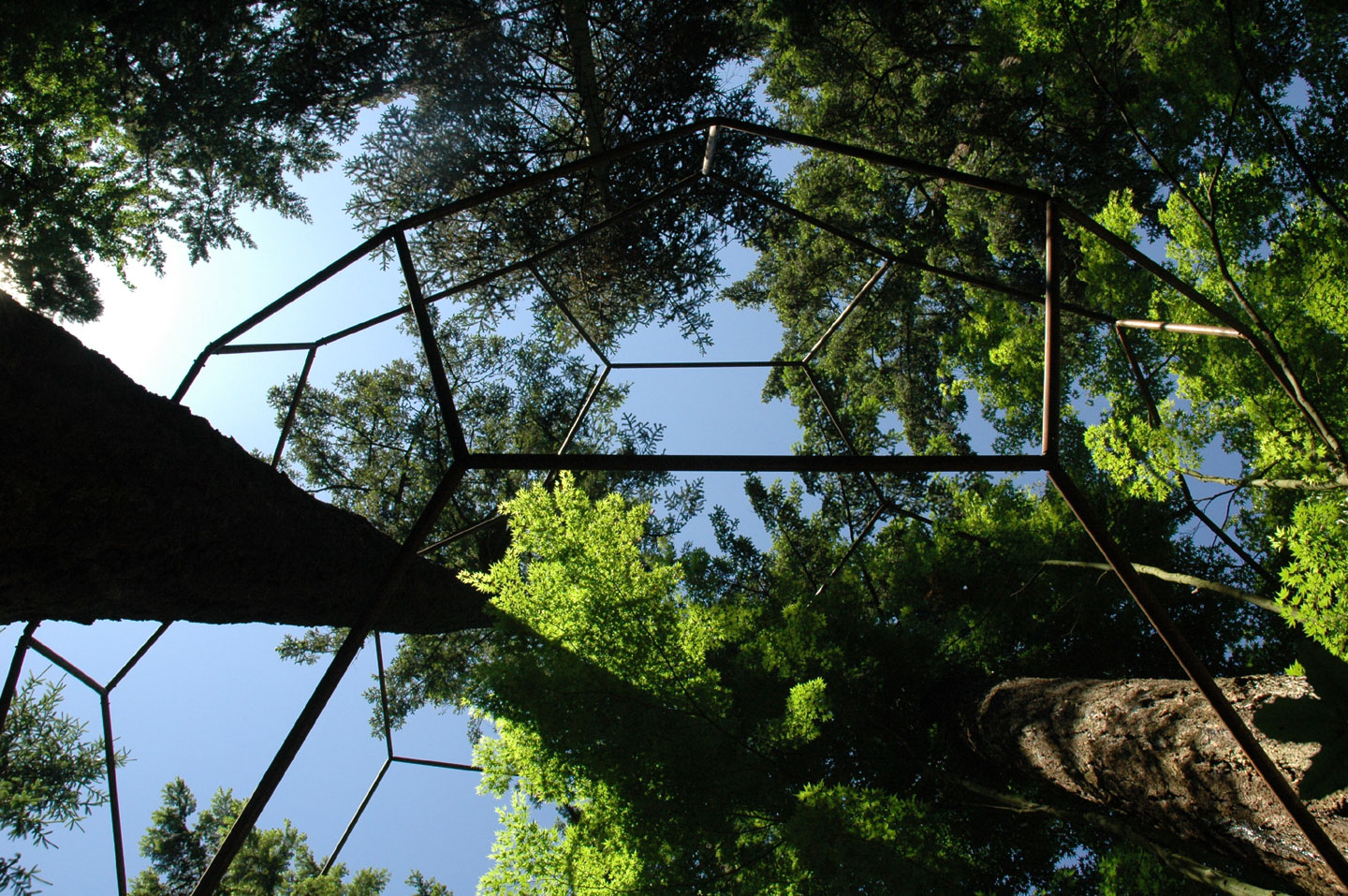
Une sculpture de buckminsterfullerène de 9 m de diamètre réalisée par l’ancien physicien Julian Voss-Andreae.

## Usages
Les fullerènes sont le deuxième type de nanoparticules le plus utilisé après celles d’argent. Leurs propriétés de structure, conductrices et lubrifiantes font qu’ils sont utilisés dans plusieurs champs d’activités. Parmi ceux-ci, on retrouve les domaines de la pharmaceutique, des produits cosmétiques, de l’électronique et de la photovoltaïque,.

## Inspiration artistique
L’artiste de formation scientifique Julian Voss-Andreae a réalisé plusieurs sculptures en forme dômes géodésiques évoquant conceptuellement la dualité onde-particule du buckminsterfullerène. Il a participé à des recherches démontrant que même des objets aussi gros que le buckminsterfullerène obéissent aux lois étranges de la physique quantique. Voss-Andreae a ensuite abandonné sa carrière de scientifique pour mener une carrière d’artiste à temps plein. Il a réalisé des objets tels qu’une structure de bronze de 60 cm de diamètre intitulée Quantum Buckyball (2004), composée de buckminsterfullerènes imbriqués. Sa plus grande sculpture de fullerènes est installée dans un parc privé de Portland, dans l’Oregon. Quantum reality (Large Buckyball Around Trees) (2007) est une structure en acier de 9 m de diamètre à travers laquelle s’entrecroisent des arbres qui poussent librement et la maintiennent en l’air, juste au-dessus de notre portée.

## Méthodes de dosage dans l’eau
Avec l’augmentation de l’utilisation des fullerènes dans les produits de consommation, il devient préoccupant de connaître les effets de ces particules dans l’environnement et chez les organismes vivants. Cependant, afin de pouvoir tester leurs effets, il faut aussi être capable de les doser efficacement.
Plusieurs techniques de dosage sont utilisées dans le dosage des fullerènes, notamment la chromatographie liquide à haute performance par détection UV-vis et la chromatographie liquide à haute performance à détection par spectrométrie de masse en tandem.

### Chromatographie liquide à haute performance par détection UV-vis (HPLC-UV-vis)
L’expérience doit être faite à pH et force ionique contrôlés et constant, car ces deux facteurs peuvent grandement modifier le comportement des fullerènes dans le milieu. De plus, les échantillons ont été agités par barreau magnétique pendant 13 jours avant l’expérience afin de s’assurer que les particules sont bien en suspension lors de l’analyse.

#### Extraction
L’extraction des fullerènes peut prendre différentes formes : soit une extraction liquide/liquide, soit une extraction sur phase solide (SPE).
Dans le premier cas, à un aliquote de l’échantillon d’eau, il faut ajouter 1/10 du volume en perchlorate de magnésium (Mg(ClO4)2) 1 M et un volume égal de toluène. Le perchlorate de magnésium permet de déstabiliser la suspension aqueuse de fullerène et aide au transfert des molécules vers le toluène. Le mélange est agité, puis les phases sont séparées et le toluène est évaporé afin de diminuer le volume. Cette étape doit être faite trois fois pour obtenir une meilleure récupération. L’échantillon est ensuite prêt à être analysé.
L’extraction sur phase solide est faite sur une cartouche en phase inverse de type C18 (par exemple, Waters C18 Sep-Paks). La cartouche est d’abord conditionnée avec du méthanol et de l’eau doublement déionisée. Ensuite l’échantillon d’eau auquel est mélangé 1/10 du volume en perchlorate de magnésium (Mg(ClO4)2) 1 M (10 mL d’échantillon pour 1 mL de Mg(ClO4)2 1 M) est passé sur la colonne. Celle-ci est lavée avec du méthanol et de l’eau doublement déionisée. Finalement, l’analyte est extrait avec un faible volume de toluène pour être analysé.

#### Dosage et résultats
Après extraction, l’échantillon est passé au HPLC sur une colonne en phase inverse (4,6 mm x 150 mm Cosmosil 5μ PYE) avec une phase mobile 80:20 (v:v) de toluène : méthanol. Les fullerènes sont ensuite détectés par colorimétrie en UV-visible à environ 330 nm.
La technique d’extraction liquide/liquide permet d’obtenir des pourcentages de récupération de l’ordre de 85 % pour différents fullerènes (C60, C70, PCBM) et ce autant dans l’eau doublement déionisée que dans l’eau naturelle de surface et souterraine. L’extraction sur phase solide permet d’obtenir des résultats assez semblables pour des composés comme le C60 et le C70, mais pas pour le PCBM qui est un fullerène portant un groupement fonctionnel à sa surface. Cela est attribué notamment à sa plus grande solubilité dans les solvants polaires utilisés lors du lavage de la cartouche.
Cette technique permet de doser efficacement et avec assez de précision les fullerènes dans les milieux artificiels (laboratoire) et les milieux naturels (environnement).

### Chromatographie liquide à haute performance à détection par spectrométrie de masse en tandem (LC-MS/MS)

#### Extraction
Les échantillons d’eau ont tout d’abord été filtrés sur deux filtres 0,45 μm. Une fois séchés, les filtres ont été extraits avec du toluène, puis les échantillons sont passés au bain à ultrasons pour créer une suspension de fullerènes. La solution est ensuite préconcentrée sous vide puis du méthanol est ajouté (2:1, v:v, toluène méthanol). L’échantillon est ensuite analysé.

#### Dosage et résultats
Après extraction, l’échantillon est passé au HPLC sur une colonne en phase inverse (Purispher Star RP-18 (125 mm x 2,0 mm 5 μm)) avec une phase mobile 1:1 (v:v) toluène : méthanol. Puis il est passé au spectromètre de masse en tandem avec une ionisation par nébulisation électrostatique en mode négatif. Les ions mesurés correspondent aux oxydes soit le C60O− et le C70O− ayant des rapports masse sur charge (m/z) de 720,7 et 840,8 respectivement.
Les pourcentages de récupération obtenus sont de l’ordre de 75 % avec des limites de quantification de la méthode de l’ordre du dixième de ng/L avec une bonne répétabilité et reproductibilité (de 1 à 5 % RSD). L’analyse d’échantillons naturels prélevés à la sortie d’usines de traitement des eaux usées au nord-est de l’Espagne a permis de trouver des concentrations allant jusqu’à près de 20 μg/L de C60, bien que la majorité des analyses aient donné des résultats inférieurs aux limites de détection. Les principaux facteurs permettant d’expliquer ces concentrations sont, dans un premier temps, la population de la région visée, mais surtout le type de traitement que subissent les eaux usées. Les régions combinant plusieurs types de traitement ont pour la plupart présentées des quantités de fullerènes inférieures à celles utilisant une seule méthode.
Cette technique permet de doser les fullerènes dans l’eau et de les doser dans des échantillons à matrice complexe (des eaux naturelles), ce qui facilite leur manipulation et par le fait même leur dosage.

## Analogues structuraux
Depuis la découverte des fullerènes, des composés métalliques ayant la même structure quasi sphérique en 12 pentagones et 20 hexagones ont été synthétisés, mais tous très instables. En 2023, un composé stable ayant cette structure a été obtenu en solution, l'ion [K@Au12Sb20]5− (l'ion K+ est au centre de la structure, les 32 atomes extérieurs portent collectivement la charge –6e).